# Campionati mondiali di pugilato dilettanti femminile 2002
I Campionati mondiali di pugilato dilettanti femminile del 2002 si sono svolti, sotto la direzione dell'AIBA, ad Antalya, Turchia, dal 21 al 27 ottobre.

## Risultati
| Antalya 2002 | Antalya 2002       | Antalya 2002              | Antalya 2002               | Antalya 2002            |
| ------------ | ------------------ | ------------------------- | -------------------------- | ----------------------- |
| Peso         |                    |                           |                            |                         |
| 45 kg        | M. C. Mary Kom     | Jang Song-Ae              | Derya Aktop                | Svetlana Miroshnichenko |
| 48 kg        | Ri Jong Hyang      | Tatyana Lebedyeva         | Monica Csik                | Kumari Meena            |
| 51 kg        | Simona Galassi     | Kim Kun-Son               | Lidiya Andreyeva           | Elefheria Paleologou    |
| 54 kg        | Zhang Xiyan        | Marzia Davide             | Son Bi-Ha                  | Anges Tapai             |
| 57 kg        | Jo Pok-Sun         | Henriette Kitel-Birkeland | Svetlana Kulakova          | Maria Semertzoglu       |
| 60 kg        | Jennifer Smith-Ogg | Areti Mastroduka          | Ana Santos                 | Naguana Smalls          |
| 63.5 kg      | Myriam Lamare      | Yasemin Ustalar           | Daniela David              | Sida Gasanova           |
| 67 kg        | Irina Sinetskaya   | Natalie Brown             | Tina Hansen                | Desi Kontos             |
| 71 kg        | Larisa Berezenko   | Yvonne Reis               | Paola Gabriela Casalinuovo | Roxanne Lalancette      |
| 75 kg        | Olga Slavinskaya   | Betina Karlsen            | Guo Shuai                  | Karamjit Kaur           |
| 81 kg        | Anzhela Torskaya   | Irina Smirnova            | Jennyfer Grenon            | Olga Novoselova         |
| 90 kg        | Maria Kovacs       | Mariya Yovorskaya         | Devonne Canady             | Jyotsana Haryana        |

## Medagliere
| Antalya 2002 | Antalya 2002   | Antalya 2002 | Antalya 2002 | Antalya 2002 | Antalya 2002 | Antalya 2002 |
| ------------ | -------------- | ------------ | ------------ | ------------ | ------------ | ------------ |
| Pos          | Nazione        |              |              |              | Tot          |              |
| 1            | Corea del Nord | 2            | 2            | 1            | 5            |              |
| 2            | Ucraina        | 2            | 1            | 2            | 5            |              |
| 3            | Russia         | 1            | 1            | 3            | 5            |              |
| 4            | Bielorussia    | 1            | 1            | 0            | 2            |              |
| 4            | Italia         | 1            | 1            | 0            | 2            |              |
| 6            | India          | 1            | 0            | 3            | 4            |              |
| 7            | Canada         | 1            | 0            | 2            | 3            |              |
| 7=           | Ungheria       | 1            | 0            | 2            | 3            |              |
| 9            | Cina           | 1            | 0            | 1            | 2            |              |
| 10           | Francia        | 1            | 0            | 0            | 1            |              |
| 11           | Stati Uniti    | 0            | 2            | 2            | 4            |              |
| 12           | Grecia         | 0            | 1            | 2            | 3            |              |
| 13           | Danimarca      | 0            | 1            | 1            | 2            |              |
| 13           | Turchia        | 0            | 1            | 1            | 2            |              |
| 15           | Norvegia       | 0            | 1            | 0            | 1            |              |
| 16           | Argentina      | 0            | 0            | 2            | 2            |              |
| 17           | Brasile        | 0            | 0            | 1            | 1            |              |
| 17           | Romania        | 0            | 0            | 1            | 1            |              |
|              | Total          | 12           | 12           | 24           | 48           |              |